# Рыбальченко, Александр Максимович
Александр Максимович Рыбальченко (1905—1983) — советский инженер-машиностроитель, лауреат Сталинской премии I степени (1950).
Окончил Краматорский машиностроительный институт (1935, первый выпуск).
Работал в проектно-конструкторском отделе НКМЗ, участвовал в создании первого советского слябинга (1935—1937).
В 1940—1950-е гг. заместитель начальника и начальник Технического управления Министерства тяжелого машиностроения СССР. С 1957 г. главный специалист отдела тяжелого машиностроения Госплана СССР.
Сталинская премия 1950 года (в составе коллектива) — за создание советского рельсо-балочного стана.